# Жумаканов, Жекен
Жеке́н Жумака́нов (каз. Жекен Жұмаханов; 5 декабря 1913, аул Журекадыр — 11 октября 1978, Алма-Ата) — казахский писатель, журналист.

## Биография
Жекен Жумаканов родился 5 декабря 1913 года в ауле Журекадыр (ныне — Абайского района Восточно-Казахстанской области).
Окончил Семипалатинский педагогический техникум. В 1932—1934 годах учительствовал в Семипалатинске, был секретарём Жарминского райземотдела. В 1938 году окончил Коммунистический институт журналистики (Алма-Ата).
В 1938—1941 годы — сотрудник газеты «Социалистик Казахстан».
Участник Великой Отечественной войны.
В 1946—1978 годы работал заведующим отделом газеты «Социалистик Казахстан», собственным корреспондентом в Семипалатинской области, заместителем редактора газеты «Қазақ әдибиеті», заведующим сценарным отделом киностудии «Казахфильм», заведующим отделом журнала «Мәдениет және түрмыс».

## Творчество
Печататься начал с 1939 года. Написал очерки об Алие Молдагуловой, Ибраиме Сулейменове, Бексултане Рахметове.
В 1950 году вышла первая повесть «Жорықтар жолы» («Пути походов»). Позднее были изданы сборник рассказов и повестей «Әлия» («Алия», 1958), «Солдат жолы» («Путь солдата», 1958), «Жазылмасан кітап» («Ненаписанная книга», 1959), «Келін» («Сноха», 1960), «Қаракөз қарындасым» («Черноглазая сестра», 1962), «Махаббат пен мансап» («Любовь и карьера», 1970), «Мен жүмысшымын» («Я — рабочий», 1972), роман «Соқпак соѕы» («Конец тропы», 1967).
Произведения Жумаканова переведены на русский, украинский, английский, французский, испанский, немецкий и другие языки.
Перевёл на казахский язык рассказы Н. Гоголя, В. Орлова «Смелая мысль», повести М. Садовяна «Митра Кокорь», М. Тореза «Сын народа».

## Награды
- орден Красной Звезды
- медали[1][3].